# Go! Vive a tu manera
Go! Vive a tu manera es una serie de televisión por internet argentina musical orginal de Netflix. La historia sigue a una talentosa chica en la música, que consigue una beca para estudiar en una prestigiosa academia, donde su camino para lograr su objetivo no será nada fácil, ya que tendrá que enfrentar las injusticias que se interpongan entre ella y su sueño. Está protagonizada por Pilar Pascual, Renata Toscano, José Giménez Zapiola, Santiago Sáez, Axel Muñiz, Carmela Barsamián, Paulo Sánchez Lima, María José Cardozo, María José Chicar, Gastón Ricaud y Laura Azcurra. La serie fue estrenada el 22 de febrero de 2019.
En marzo de 2019, Netflix renovó la serie para una segunda temporada, la cual se estrenó el 21 de junio del mismo año. En febrero de 2020, se había anunciado que la serie había sido renovada para una tercera temporada, pero en el mes de agosto la protagonista de la serie Pilar Pascual confirmó la cancelación de ésta.

## Sinopsis
Mía, una adolescente con talento para la música, que vive con su madrina,ya que su madre  murió. Consigue una beca para estudiar en la Academia Saint Mary, una escuela que es reconocida por su prestigioso departamento de arte y sus estudiantes con una posición económica privilegiada. Una vez que Mía asista al Saint Mary, buscará adaptarse a ella, sin embargo, deberá enfrentar a Lupe la hija del dueño y la dueña del colegio, que a su vez es la estudiante más talentosa y popular de la academia.

## Reparto

### Principal
- Pilar Pascual como Mía Cáceres
- Renata Toscano como Lupe Achával
- José Giménez Zapiola  como Álvaro Paz
- Santiago Sáez como Juanma Portolesi
- Paulo Sánchez Lima como Simón
- Carmela Barsamián como Zoe Caletián
- Axel Muñiz como Gaspar Fontán
- María José Cardozo como Agustina
- María José Chicar como Sofía
- Gastón Ricaud como Ramiro Achával
- Laura Azcurra como Mercedes Taylor

### Secundario
- Simón Hempe como Federico Nacas
- Dani Rosado como Nicolás Ferrari
- Manuel Ramos como Tobías Acera
- Bautista Lena como Martín Beltrán
- Antonella Carabelli como Olivia Andrade
- Carolina Domenech como Lola
- Nicole Luis como Ivana
- Ana Paula Pérez como Martina
- Sofía Morandi como Nina Canale
- Agustina Mindlin como Mara Mucci
- Andrés Montorfano como Mauro Moreira
- Ana Gutiérrez como Gloria
- Gonzalo Revoredo como Marcelo Villka
- Florencia Benítez como Florencia
- Josefina Achával como Mariana Cáceres
- Melania Lenoir como Isabel Cáceres
- Samuel Nascimento como Fabricio
- Johanna Francella como Rosario
- Yosy Machado como Yosy
- Luisa Drozdek como Teresa
- Daniel Campomenosi como Javier Paz
- Marina Castillo como Hortensia

## Temporadas
| Temporada | Temporada | Episodios | Episodios | Lanzamiento original    | Lanzamiento original    |
| --------- | --------- | --------- | --------- | ----------------------- | ----------------------- |
|           | 1         | 15        | 15        | 22 de febrero de 2019   | 22 de febrero de 2019   |
|           | 2         | 15        | 15        | 21 de junio de 2019     | 21 de junio de 2019     |
|           | Especial  | Especial  | Especial  | 15 de noviembre de 2019 | 15 de noviembre de 2019 |

## Desarrollo

### Producción
En noviembre de 2017, se anunció que Netflix se encontraba trabajando en una serie infantojuvenil musical titulada Go! Vive a Tu Manera, la cual contaría la historia de una adolescente que recibe una beca en una prestigiosa academia de baile, donde deberá adaptarse a ese nuevo ambiente. A su vez, se informó que la ficción sería producida por Kuarzo Entertainment Argentina y Onceloops, las cuales sumarían al proyecto a Sebastián Mellino como el creador y director, a Patricia Maldonado y Sebastián Parrotta como los responsables del guion, y a Martín Kweller, Víctor Tevah y Nicolás Mellino como los productores. En enero de 2019, se anunció que la serie sería estrenada el 22 de febrero del mismo año y que contaría con 15 episodios.

### Casting
En enero de 2018, las productoras iniciaron la fase de casting para buscar a jóvenes entre 16 y 21 años que tengan la capacidad de actuar, cantar y bailar. Finalmente, en diciembre del mismo año, se confirmó que el elenco principal estaba integrado por Pilar Pascual, Renata Toscano, José Giménez Zapiola, Santiago Sáez, Carmela Barsamián, Paulo Sánchez Lima, María José Chicar, Laura Azcurra, Gastón Ricaud, María José Cardozo y Axel Muñiz.

### Rodaje
El rodaje comenzó en junio de 2018.

### Estreno
La primera temporada se estrenó en Netflix el 22 de febrero de 2019, estando disponible en 190 países.
Sobre el mensaje de la serie, Renata Toscano comentó: "Nosotros podemos demostrar que los sueños se cumplen. Todos teníamos el mismo sueño, y con esfuerzo, dedicación y compromiso lo logramos. De eso habla la serie: 'No importa lo que te guste hacer, esforzate y vas a llegar'."

## Banda sonora
El 18 de enero de 2019, Warner Music Argentina lanzó el primer EP de la serie, el cual presenta cuatro canciones, de las cuales «Tonight» y «Just Feel It» fueron lanzadas como sencillos.

### Lista de canciones
| N.º   | Título          | Intérprete(s)                          | Duración |  |
| 1.    | «Tonight»       | Pilar Pascual · Axel Muñiz             | 2:51     |  |
| 2.    | «Just Feel It»  | Pilar Pascual                          | 2:16     |  |
| 3.    | «Você É Demais» | Carmela Barmasian · Paulo Sánchez Lima | 2:24     |  |
| 4.    | «Go Go Go»      | Pilar Pascual                          | 2:39     |  |
| 10:10 |                 |                                        |          |  |

El 22 de febrero de 2019, Warner Music Argentina y Netflix lanzaron el primer álbum de estudio de la serie titulado Go! Vive a Tu Manera (Música de la serie original de Netflix), el cual presenta trece canciones pertenecientes a la primera temporada y al mismo tiempo lanzaron la versión en portugués.
| N.º   | Título                         | Intérprete(s) | Duración |  |
| 1.    | «Go Go Go»                     | Pilar Pascual | 2:39     |  |
| 2.    | «Just Feel It»                 | Pilar Pascual | 2:16     |  |
| 3.    | «Tonight»                      | Pilar Pascual · Axel Muñiz | 2:51     |  |
| 4.    | «Hoy se encuentran a las tres» | Santiago Sáez · El Purre | 2:31     |  |
| 5.    | «Você É Demais»                | Carmela Barmasian · Paulo Sánchez Lima | 2:24     |  |
| 6.    | «Pase lo que pase»             | Pilar Pascual | 2:25     |  |
| 7.    | «Sigo mi intuición»            | Mar Antunes Fernández · Joaquín Gallardo · Francisco Duarte · Alegra Adobbati · Fabiela                                                                                    | 1:27     |  |
| 8.    | «Cuando te vi»                 | Mar Antunes Fernández | 2:02     |  |
| 9.    | «Cheerleaders (Llegó la hora)» | Majo Cardozo · Renata Toscano Bruzón · Ana Paula · Caro Domenech | 0:54     |  |
| 10.   | «See You»                      | Renata Toscano Bruzón | 2:29     |  |
| 11.   | «Ya no más»                    | Pilar Pascual · Santiago Saez | 2:41     |  |
| 12.   | «Si te atreves a soñar»        | Pilar Pascual | 3:22     |  |
| 13.   | «Somos uno»                    | Pilar Pascual · Renata Toscano Bruzón · Carmela Barsamián · Paulo Sánchez Lima · Majo Cardozo · Majo Chicar · Caro Domenech · Ana Paula · Sofía Morandi · Agustina Mindlin | 3:50     |  |
| 32:00 |                                | |          |  |

El 21 de junio de 2019,  Warner Music Argentina y Netflix lanzaron el segundo álbum de estudio de la serie titulado No Tengo Miedo de Amar, el cual presenta doce canciones pertenecientes a la segunda temporada y al mismo tiempo lanzaron la versión en portugués.
| N.º   | Título                                             | Intérprete(s) | Duración |  |
| 1.    | «Cheerleaders (Llegó la hora) [Versión extendida]» | Ana Paula · Renata Toscano Bruzón · Caro Domenech · Majo Cardozo | 1:30     |  |
| 2.    | «No Tengo Miedo De Amar»                           | Pilar Pascual · El Purre · Renata Toscano · Santiago Sáez · Carmela Barsamián · Paulo Sánchez Lima · María José Cardozo · María José Chicar · Simón Hempe · Daniel Rosado · Carolina Domenech · Ana Paula Pérez · Sofía Morandi · Agustina Mindlin | 3:13     |  |
| 3.    | «No tú no»                                         | Renata Toscano Bruzón · Majo Cardozo · Majo Chicar | 2:16     |  |
| 4.    | «Si no es ahora cuándo»                            | El Purre · Santiago Sáez · Simón Hempe · Daniel Rosado · Paulo Sánchez Lima | 2:43     |  |
| 5.    | «Ya no más (Full Version)»                         | Pilar Pascual · Santiago Saez | 2:40     |  |
| 6.    | «Voy a creer»                                      | El Purre | 3:26     |  |
| 7.    | «Yo soy quien soy»                                 | Pilar Pascual | 3:46     |  |
| 8.    | «Ven junto a mi»                                   | Pilar Pascual · El Purre | 3:31     |  |
| 9.    | «Siempre van a hablar»                             | Pilar Pascual · Majo Chicar | 0:54     |  |
| 10.   | «Step Down»                                        | Marie Chantal Duarte | 1:27     |  |
| 11.   | «Don't Give Up»                                    | Axel Muñiz · Chiara Copani | 3:07     |  |
| 12.   | «Mashup Go!»                                       | Pilar Pascual · El Purre · Renata Toscano · Santiago Sáez · Carmela Barsamián · Paulo Sánchez Lima · María José Cardozo · María José Chicar · Simón Hempe · Daniel Rosado · Carolina Domenech · Ana Paula Pérez · Sofía Morandi · Agustina Mindlin | 2:02     |  |
| 32:03 |                                                    | |          |  |

## Giras
- 2019: Go! Vive a tu manera en vivo
- 2019-2020: Go! Vive a tu manera: una fiesta inolvidable en vivo

## Premios y nominaciones
| Lista de premios y nominaciones | Lista de premios y nominaciones | Lista de premios y nominaciones | Lista de premios y nominaciones                                                          | Lista de premios y nominaciones | Lista de premios y nominaciones | Lista de premios y nominaciones |
| Año                             | Organización                    | Categoría                       | Nominado/a (s)                                                                           | Resultado                       | Ref(s)                          |                                 |
| ------------------------------- | ------------------------------- | ------------------------------- | ---------------------------------------------------------------------------------------- | ------------------------------- | ------------------------------- | ------------------------------- |
| 2019                            | Kids' Choice Awards México      | Show favorito                   | Go! Vive a tu manera                                                                     | Nominado                        | [ 16 ]                          |                                 |
| 2019                            | Premios Produ                   | Mejor serie infantil juvenil    | Go! Vive a tu manera                                                                     | Ganadora                        | [ 17 ]                          |                                 |
| 2019                            | Premios Produ                   | Mejor compositor musical        | Sebastián Mellino, Pablo Correa, Ariela Lafuente, Alejandro Vergara y Antonella Marcello | Nominados                       | [ 17 ]                          |                                 |